# Beady Eye
Beady Eye foi uma banda de rock britânica, de origem inglesa formada em 2009 por ex-integrantes do grupo Oasis, que voltaram a reunir-se após a saída de Noel Gallagher, seu principal compositor. Assim, a sua formação foi praticamente a mesma dos Oasis no período entre 2000 e 2009. Ou seja, Liam Gallagher na voz, Gem Archer na guitarra e Andy Bell na guitarra. Os três contam ainda com Chris Sharrock na bateria (que também integrou os Oasis entre 2008 e 2009). Os músicos Jeff Wootton (baixo) e Matt Jones (este no teclado), têm participações especiais no álbum de estreia.
A banda começou a escrever e a gravar novo material em Novembro de 2009, tendo lançado o seu primeiro single "Bring the Light" no dia 15 de novembro de 2010, em formato digital gratuito através do seu website. Um segundo single, "Four Letter Word", foi lançado em 26 de Dezembro de 2010 e está disponível para ser ouvido no website oficial, juntamente com o respectivo videoclip. Em fevereiro lançaram o primeiro single comercial, The Roller. O primeiro álbum da banda, Different Gear, Still Speeding, gravado em Londres nos estúdios RAK no Outono de 2010 e produzido por Steve Lillywhite, foi lançado no dia 28 de fevereiro de 2011. Em sua primeira semana foi o 3º álbum mais vendido no Reino Unido.
A banda começou uma grande turnê européia em Março de 2011, passando por Reino Unido e por outros países do continente e a banda também visitou o Japão e os Estados Unidos. O Beady Eye também tocou no festival Isle of Wight, em 13 de junho de 2011. A banda também tocou no festival Planeta Terra, em São Paulo, e fez um show no Circo Voador, no Rio de Janeiro, em 7 de novembro de 2011.
Em 10 de abril de 2013, Liam Gallagher confirmou o segundo álbum do Beady Eye, chamado BE, que foi lançado em 10 de junho de 2013. Assim como o álbum anterior, esse também ficou nos primeiros lugares na lista de álbums mais vendidos no Reino Unido, ocupando a segunda posição. O primeiro single do disco, "Flick of the Finger", foi lançado em 15 de abril nas rádios britânicas.
Em 25 de outubro de 2014, Liam Gallagher anunciou que o Beady Eye encerraria suas atividades.

## Discografia

### Álbuns de estúdio
| Álbum                          | Detalhe | Melhor posição | Melhor posição | Melhor posição | Melhor posição | Melhor posição | Melhor posição | Melhor posição | Melhor posição | Melhor posição | Melhor posição | Certificações |
| Álbum                          | Detalhe | UK             | IRL            | JPN            | AUS            | FRA            | ALE            | HOL            | ESP            | CAN            | EUA            | Certificações |
| ------------------------------ | --- | -------------- | -------------- | -------------- | -------------- | -------------- | -------------- | -------------- | -------------- | -------------- | -------------- | ------------- |
| Different Gear, Still Speeding | - Lançamento: 28 de fevereiro de 2011 - Gravadora: Beady Eye Records / Dangerbird Records - Formatos: CD, LP, download digital | 3              | 3              | 5              | 18             | 32             | 15             | 7              | 13             | 20             | 31             | - UK: Ouro    |
| BE                             | - Lançamento: 10 de junho de 2013 - Gravadora: Beady Eye Records, Dangerbird - Formatos: CD, LP, download digital              | 2              | 4              | 10             | 81             | 101            | 29             | 37             | —              | —              | —              | - UK: Prata   |

### Singles
| Ano  | Canção                                           | Melhor posição | Melhor posição | Melhor posição | Melhor posição | Melhor posição | Álbum                          |
| Ano  | Canção                                           | UK             | BEL (FL)       | BEL (VL)       | ESC            | JPN            | Álbum                          |
| ---- | ------------------------------------------------ | -------------- | -------------- | -------------- | -------------- | -------------- | ------------------------------ |
| 2010 | "Bring the Light"                                | 61             | 82             | —              | —              | —              | Different Gear, Still Speeding |
| 2011 | "Four Letter Word"                               | 114            | —              | —              | —              | —              | Different Gear, Still Speeding |
| 2011 | "The Roller"                                     | 31             | 33             | 15             | 17             | 8              | Different Gear, Still Speeding |
| 2011 | "Millionaire"                                    | 71             | —              | —              | —              | 93             | Different Gear, Still Speeding |
| 2011 | "The Beat Goes On"                               | 64             | —              | —              | —              | 56             | Different Gear, Still Speeding |
| 2013 | "Second Bite of the Apple"                       | 112            | 26             | —              | —              | 14             | BE                             |
| 2013 | "Shine a Light" / "The World's Not Set in Stone" | —              | 111            | —              | —              | —              | BE                             |
| 2013 | "Iz Rite / Soul Love"                            | —              | —              | —              | —              | —              | BE                             |

#### Singles promocionais
| Ano  | Canção                | Melhor posição | Melhor posição | Álbum                          |
| Ano  | Canção                | UK             | BEL (FL)       | Álbum                          |
| ---- | --------------------- | -------------- | -------------- | ------------------------------ |
| 2010 | "Bring the Light"     | 61             | 32             | Different Gear, Still Speeding |
| 2011 | "Four Letter Word"    | 114            | —              | Different Gear, Still Speeding |
| 2013 | "Flick of the Finger" | 138            | 97             | BE                             |

#### Outras canções
| Ano  | Título                                       | UK  | Álbum              |
| ---- | -------------------------------------------- | --- | ------------------ |
| 2011 | "Two of a Kind"                              | 117 | "The Roller"       |
| 2011 | "Across the Universe" (cover do The Beatles) | 88  | Single de caridade |

## Membros da Banda
Membros Oficiais
- Liam Gallagher - Voz (2009-2014)
- Gem Archer - Guitarra (2009-2014)
- Andy Bell - Guitarra (2009-2014)
- Chris Sharrock - Bateria (2009-2014)

Músicos de apoio
- Matt Jones - TecIado (2009-2014)
- Jeff Wootton - Baixo (2009-2013)
- Jay Mehler - Baixo (2013-2014)

## Prêmios
NME Awards
| Ano  | Nomeado     | Categoria                       | Resultado |
| ---- | ----------- | ------------------------------- | --------- |
| 2011 | "Beady Eye" | Best New Band (Banda Revelação) | Nomeado   |